# 茂山茂
茂山 茂（しげやま しげる、1975年（昭和50年）9月9日  - ）は、狂言方大蔵流の能楽師。五世茂山千作（十三世茂山千五郎）の次男。重要無形文化財保持者（総合認定）、京都府文化賞奨励賞受賞者、京都能楽会副理事長。

## 概要
1975年、茂山正義（五世千作・十三世千五郎）の次男として生まれる。父親及び祖父の四世茂山千作、曽祖父の 三世茂山千作に師事。初舞台は小舞の「柳の下」（1979年）。
京都府立鴨沂高等学校卒業。京都コンピュータ学院卒業。
1993年に「千歳」を、1994年に「三番三」を披き、1998年には「釣狐」を披く。
1994年、従兄弟の茂山宗彦、茂山逸平兄弟らと共に「花形狂言少年隊」を結成し、若い世代のファンを獲得する。また、「狂言小劇場」を兄の正邦（現在の十四世千五郎）、従兄弟の宗彦･逸平と旗揚げし、東京での公演を行う。
2000年からは、古典の技術を身につけることを目的に、「心・技・体、教育的古典狂言推進準備研修練磨の会（TOPPA!）」を、兄の正邦、従兄弟の宗彦、逸平、親戚の童司（現在の三世千之丞）と共に主催。「TOPPA!」は2006年には発展的に「HANAGATA」となり、2020年からは「Cutting Edge KYOGEN」に改称して活動。新名称は刃物の刃先が転じて最先端を意味するもので、茂の命名による。
2011年生まれの息子茂山蓮 と、2人の娘がいる。兄の正邦（十四世千五郎）には息子の茂山竜正、茂山虎真、茂山鳳仁がいる。2015年から2024年までの10年間、兄と共に次世代の育成のため「傅之会（かしずきのかい）」を主催、子どもたちに舞台の経験を積ませ、同世代の子どもにも見てもらいやすい価格設定としている。
2020年2月の新型コロナウイルスによるイベント自粛要請の際には、早い段階から狂言のオンライン配信を開始した。また、代々の面、装束の管理や新規の小道具の製作も行うなど、茂山家の中ではエンジニア気質と称される。
2012年に、「京都府文化賞奨励賞」受賞。2017年には日本能楽会会員（重要無形文化財保持者総合認定）となる。

## 出演
- 映画「徳川一族の崩壊」(1980年)　祐宮役[12]
- 映画「忍者武芸帖 百地三太夫」(1980年) [1]
- 映画「カフカ 田舎医者」(2007年)　声の出演[13]
- 映画「日本のいちばん長い日」(2015年)　入江相政役[14]
- NHK大河ドラマ「青天を衝け」[15]